# 세계인구회의
다음은 세계인구회의(World Population Conference)에 대한 설명이다.
유엔이 공식적으로 1945년에 존재하게 된 이래로 인구에 관한 5번의 회의가 개최되었다. 그 첫 번째 회의인 세계인구회의가 1927년 8월 29일부터 1927년 9월 3일까지 스위스 제네바에서 개최되었다. 유엔의 선구자격이 되는 국제 연맹과 마거릿 생어에 의해 조직된 이 회의는 과잉인구 문제를 논하기 위해 인구, 식량 공급, 생식, 이민, 건강에 관한 국제 전문가들을 함께 모이게 하려는 시도였다.